# Valhermoso de la Fuente
Valhermoso de la Fuente ist ein Ort und eine Gemeinde (Municipio) mit 59 Einwohnern (Stand: 2024) in der Provinz Cuenca in der Autonomen Region Kastilien-La Mancha.

## Geographie
Valhermoso de la Fuente liegt etwa 60 Kilometer südsüdöstlich von Cuenca in einer Höhe von ca. 1000 m.

## Bevölkerungsentwicklung
| 1900 | 1950 | 1970 | 1981 | 1991 | 2001 | 2011 | 2021 |
| ---- | ---- | ---- | ---- | ---- | ---- | ---- | ---- |
| 304  | 482  | 209  | 102  | 69   | 49   | 42   | 50   |

## Sehenswürdigkeiten
- Turmruine
- Blasiuskirche (Iglesia de San Blas)

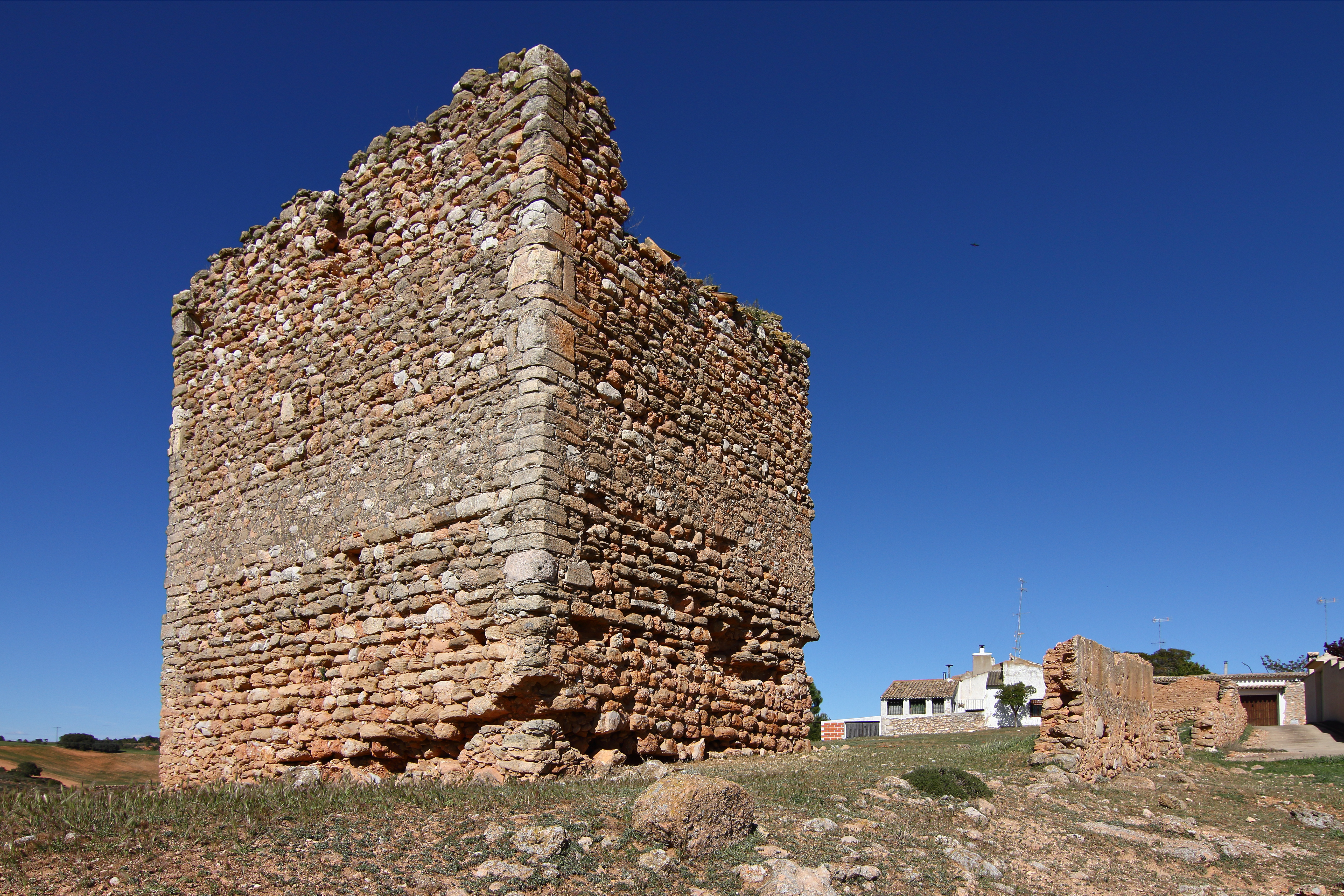
Turmruine
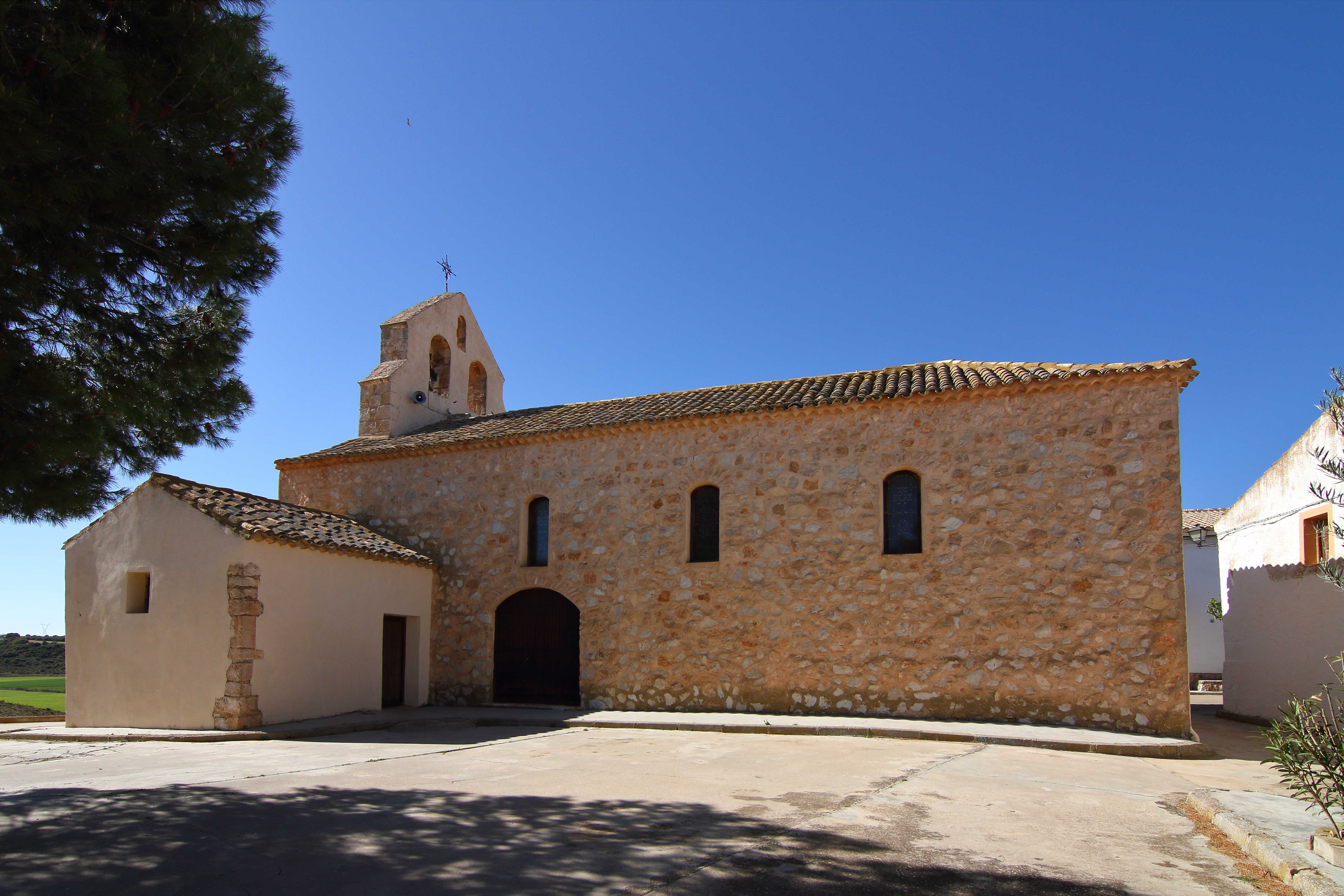
Blasiuskirche
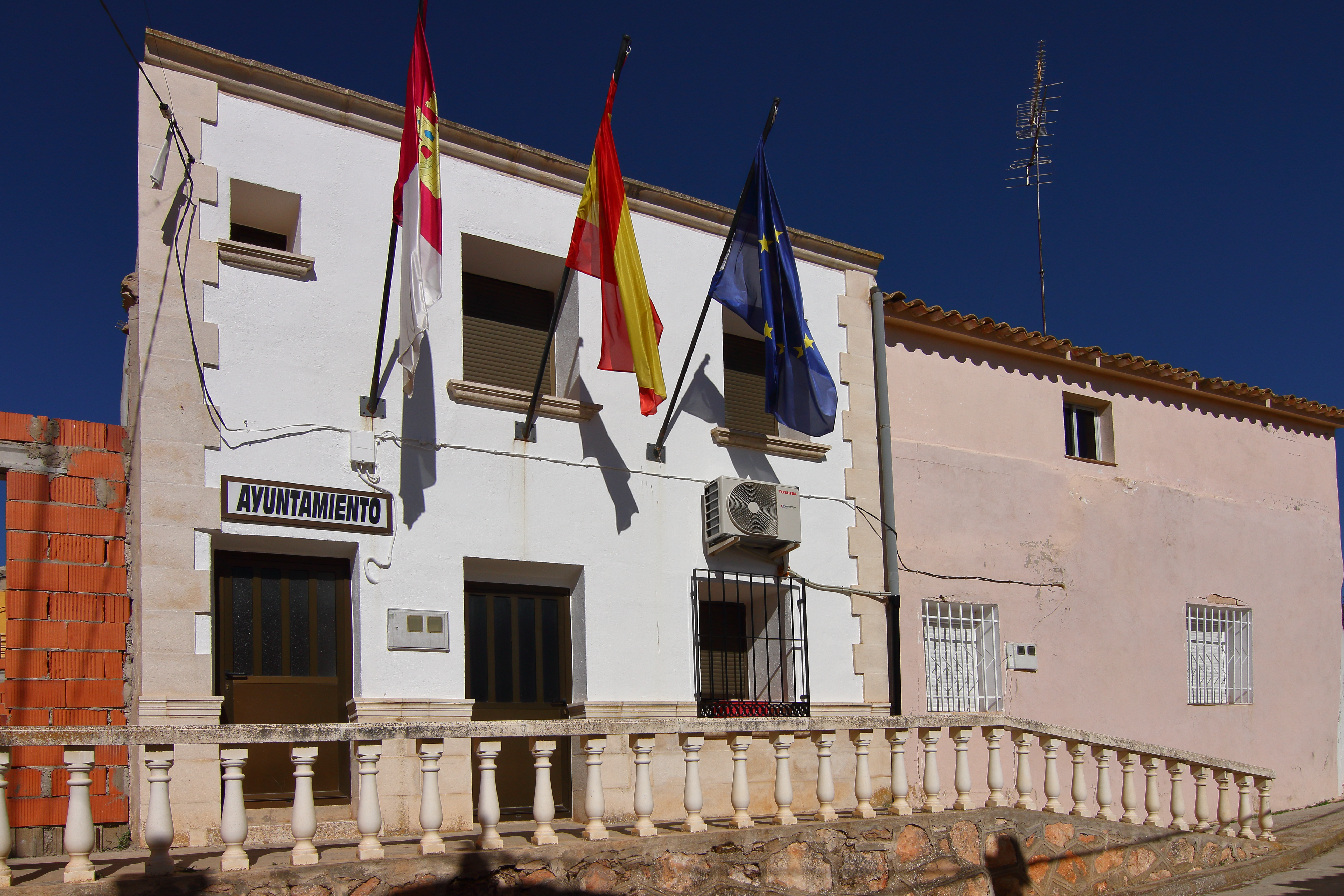
Rathaus